# Église Saintes-Martyres-Foi-Espérance-Charité-et-leur-Mère-Sophie de Krasnoïe
L'église Saintes-Martyres-Foi-Espérance-Charité-et-leur-Mère-Sophie (russe : храм святых мучениц Веры, Надежды, Любови и матери их Софии) est un édifice religieux orthodoxe russe situé à Krasnoïe (raïon de Kouchtchiovskaïa), en Russie.

## Histoire
La cérémonie de pose de la première pierre ou de ses fondations a lieu le 24 septembre 2003. Entre temps, en 2007, y est ouverte une école du dimanche. Le premier service a lieu dans l'église le 24 janvier 2009, jour où sont aussi installées des croix aux frontières du village. L'église est par la suite dédicacée par le métropolite Isidore (ru) de l'éparchie. Enfin, un bâtiment auxiliaire est élevé à partir de 2010 sur le territoire du temple.

## Mobilier
L'église renferme en son sein des îcones de Cyrille et Méthode et de Barbe d'Héliopolis.